# Ústav fyziky materiálů Akademie věd České republiky
Ústav fyziky materiálů AV ČR, v. v. i. (ÚFM AV ČR) je česká veřejná výzkumná instituce, jeden z ústavů Akademie věd České republiky. Sídlí ve čtvrti Veveří v Brně a zabývá se vztahem mezi chováním a vlastnostmi materiálů a jejich strukturními a mikrostrukturními charakteristikami.

## Historie
Ústav byl vytvořen z Laboratoře pro studium vlastností kovů Československé akademie věd, která byla založena roku 1955 a v roce 1963 transformována na Ústav vlastností kovů. V roce 1969 došlo k přejmenování na Ústav fyzikální metalurgie. Nynější jméno bylo přijato v roce 1994. V roce 2007 se ústav stal z příspěvkové organizace veřejnou výzkumnou institucí.

## Poslání
Ústav se zabývá především výzkumem kovových materiálů ve dvou hlavních oblastech:
1. studium fyzikální povahy procesů vyskytujících se v kovových materiálech během creepu, únavy, creepu s únavou a dalších typů mechanického zatížení
2. studium struktury materiálů a vybraných termodynamických, difúzních a magnetických vlastností.

## Výzkumné skupiny
- Skupina křehkého lomu
- Skupina nízkocyklové únavy
- Skupina perspektivních vysokoteplotních materiálů
- Skupina vysokocyklové únavy
- Speciální problémy lomové mechaniky a únavy materiálů (FRACTIGUE)
- Elektronová mikroskopie
- Laboratoř přípravy a analýzy materiálů
- Skupina elektrických a magnetických vlastností
- Skupina struktury fází a termodynamiky
- Víceúrovňové modelování a měření fyzikálních vlastností

## Galerie

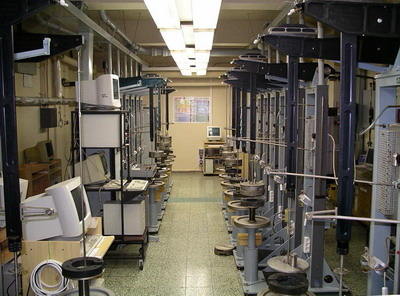
Creepová laboratoř
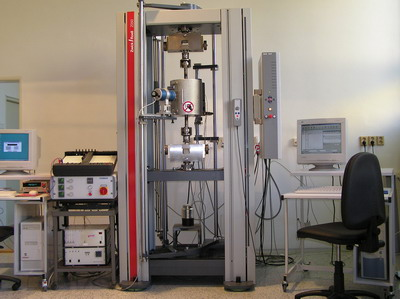
Laboratoř křehkého lomu
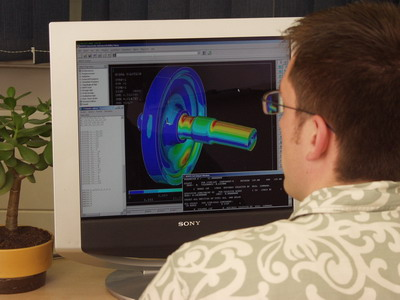
Numerické modelování
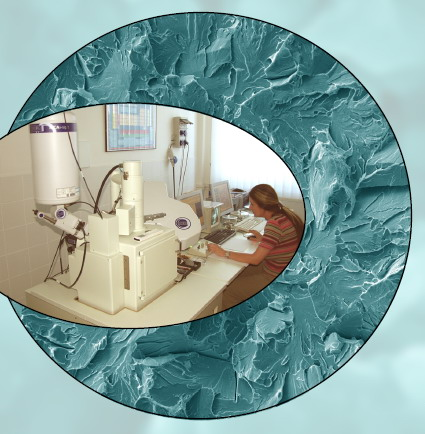
Elektronový rastrovací mikroskop